# Fête nationale du Japon
 (avril 2024).
Si vous disposez d'ouvrages ou d'articles de référence ou si vous connaissez des sites web de qualité traitant du thème abordé ici, merci de compléter l'article en donnant les références utiles à sa vérifiabilité et en les liant à la section « Notes et références ».
La fête nationale du Japon, également appelée Anniversaire de l'empereur (天皇誕生日, Tennō tanjōbi), est célébrée le jour anniversaire de l'empereur régnant. Sa date change donc à l'avènement de chaque nouvel empereur,.
La fête nationale actuelle, depuis le 1er mai 2019, est la date d'anniversaire de l'empereur Naruhito, qui est célébrée le 23 février (depuis l'année 2020).

## Histoire
| Rituel impérial japonais (en) modifier                                                     |
| Janvier                                                                                    |
| Shihohai・Saiten-sai (ja)                                                                  |
| Genshi-sai (ja)                                                                            |
| Début de la performance musicale (ja)                                                      |
| Festival de l'Empereur Showa (Festival de l'Empereur précédent (ja))                       |
| Festival de l'Empereur Kōmei                                                               |
| Février                                                                                    |
| Kinen-sai                                                                                  |
| Anniversaire de l'empereur                                                                 |
| Mars                                                                                       |
| Festival de l'apaisement des fleurs - Ōmiwa-jinja                                          |
| Kōreisai (en) du printemps Festival du sanctuaire du printemps Festival du sanctuaire (ja) |
| Avril                                                                                      |
| Festival des vêtements sacrés - Sanctuaire d'Ise                                           |
| Festival Saegusa - Isagawa-jinja                                                           |
| Festival du Grand Tabou - Hirose-jinja                                                     |
| Festival du dieu du vent - Tatsuta-taisha                                                  |
| Festival Jimmu (ja)・Kōrei-den (en) Kagura                                                 |
| Juin                                                                                       |
| Rituel de la lune (ja)                                                                     |
| Festival de l'apaisement du feu (ja)                                                       |
| Festival de la route (ja)                                                                  |
| Yoori・Ōharae-shiki                                                                        |
| Juillet                                                                                    |
| Festival du Grand Tabou - Hirose-jinja                                                     |
| Festival du dieu du vent - Tatsuta-taisha                                                  |
| Septembre                                                                                  |
| Festival des vêtements sacrés - Sanctuaire d'Ise                                           |
| Kōreisai (en) d'automne Festival du sanctuaire d'automne Festival du sanctuaire (ja)       |
| Festival Kannamesai (en) - Sanctuaire d'Ise                                                |
| Novembre                                                                                   |
| Festival Ainame (ja)                                                                       |
| Festival de l'apaisement des âmes                                                          |
| Niiname-sai (Daijosai)                                                                     |
| Décembre                                                                                   |
| Kashiko dokoro (ja) Kagura sacré                                                           |
| Festival de l'Empereur Taishō                                                              |
| Rituel de la lune (ja)                                                                     |
| Festival de l'apaisement du feu (ja)                                                       |
| Festival de la route (ja)                                                                  |
| Yoori・Ōharae-shiki                                                                        |

Cependant, le 29 avril, date de la fête de l'anniversaire de l'empereur Shôwa (1901-1989), est resté un jour chômé et est devenu une journée consacrée à l'écologie, appelée Midori no hi jusqu'en 2007, date à partir de laquelle cette fête de la verdure est célébrée le 4 mai, la fête du 29 avril étant désormais entièrement dédiée à la mémoire de l'empereur Shōwa et s'appelle Shōwa no hi (昭和の日).

## Galerie

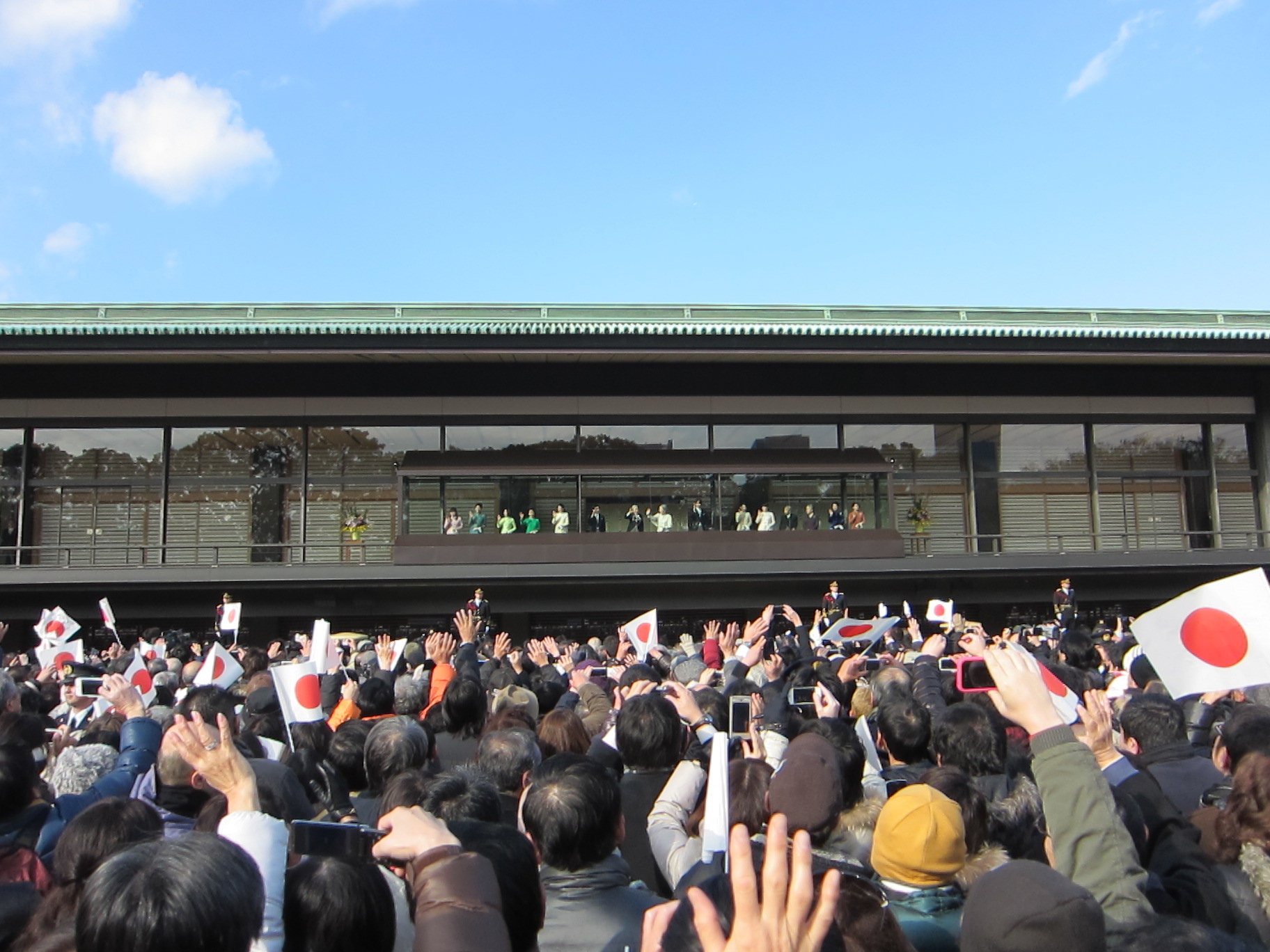
Célébration 2012.
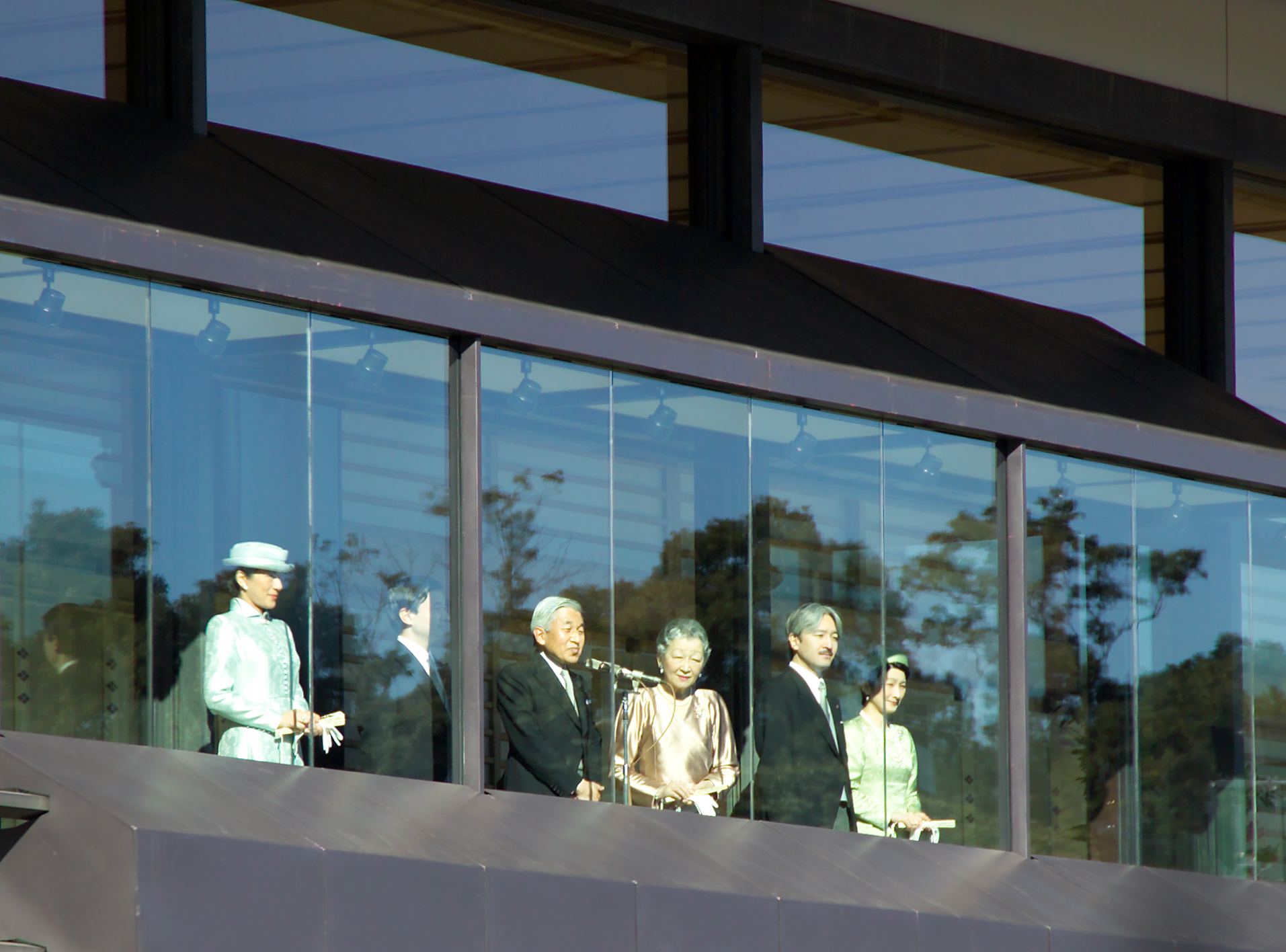
La famille impériale lors de la célébration de 2005.
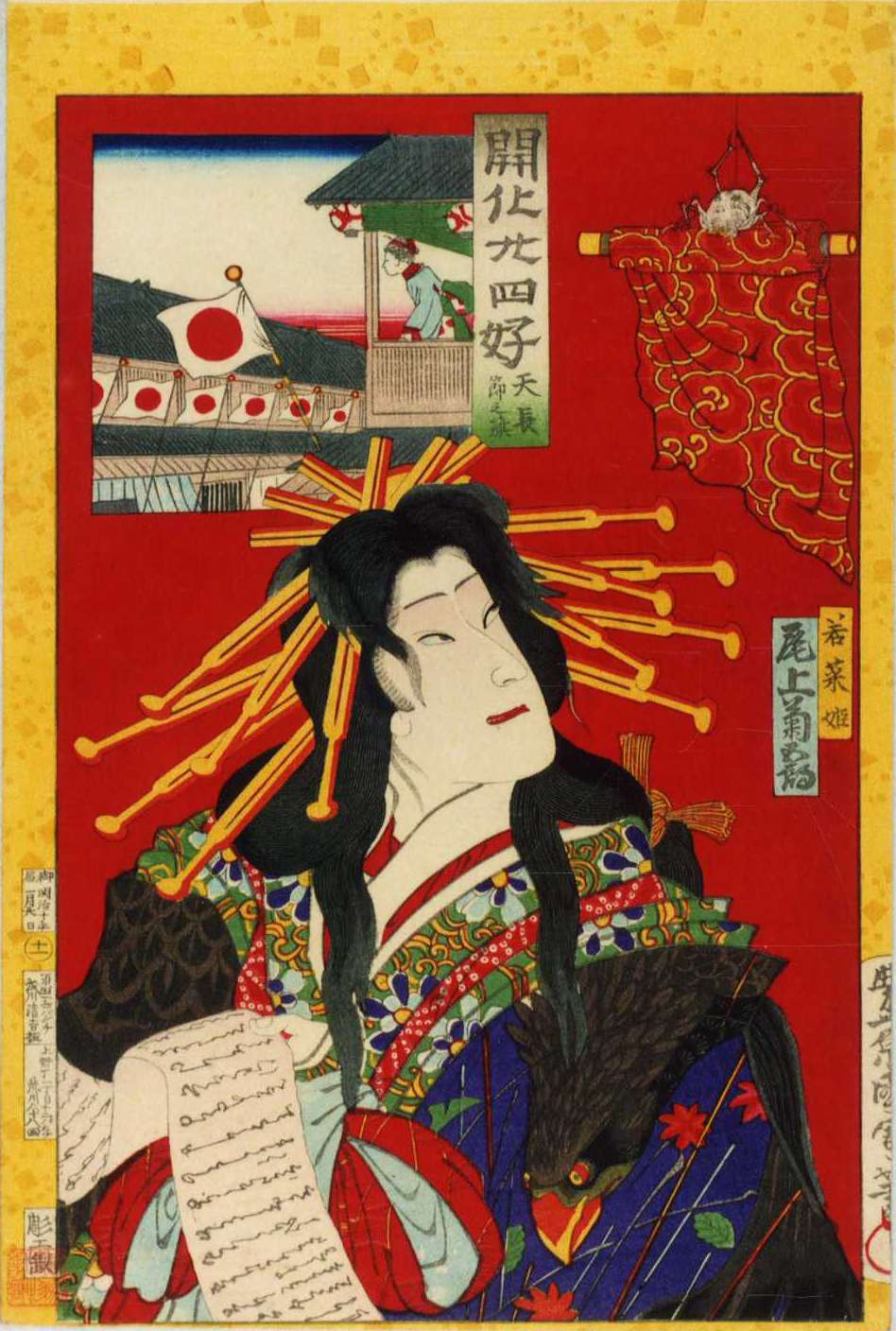
Drapeau de l'empereur (Tenchōsetsu) 1877.